# مدرسة سيدي زيان
مدرسة سيدي زيان هي مؤسسة تعليمية بمدينة وجدة، شيدت سنة 1907م مع بدء الاحتلال الفرنسي للمغرب، وكانت تسمى المدرسة الفرنسية العربية، ليصير اسمها بعد ذلك المدرسة الإسلامية الحضرية. وهي تعتبر أول مؤسسة للتعليم الرسمي العمومي بالمغرب.

## تاريخ
بعد توطيد السلطات الفرنسية لوجودها بمدينة وجدة في ربيع 1907م، قررت إنشاء مدرسة لاجتذاب الأطفال المسلمين نحو التعليم العصري، أولا بدار محاذية للزاوية القادرية، ثم بالبناية التي تعرف حاليا بمدرسة سيدي زيان المختلطة بمدخل الباب الغربي ( سيدي عيسى سابقا )، وقد شيدت المدرسة على بقعة أرضية لم تكن في الأصل إلا حقولا ومقابرا. أول مدير للمدرسة هو أحمد بن ناصف، وهو جزائري كان يعمل كمترجم بالقنصلية الفرنسية، وكان بالمدرسة أربعة معلمين، اثنان جزائريان لتدريس مواد الفرنسية، واثنان من المغاربة لتلقين القرآن الكريم. وشرع التلاميذ في الالتحاق بها في شهر أكتوبر من نفس السنة وقد سماها الإستعمار الفرنسي ( المدرسة الفرنسية الإسلامية ) و لقد خضعت هذه المؤسسة لتغييرات متعاقبة. فبحلول 1910 أخذت رقعتها تتسع فأصبحت تضم التعليم الصناعي المكون من أربع شعب:التعليم التقني والنجارة والبستنة والخرازة.
خلال الموسم الدراسي 1907 -1908 بلغ عدد طلابها 30 تلميذا، ثم ارتفع إلى 103 خلال الموسم 1909 -1910، من بينهم 9 فتيات مسلمات و 12 طفلا أوروبيا، فيما وصل عددهم في موسم 1912 -1913 إلى 264، منهم 60 طفلا أوروبيا. وقد تطلب هذا الاكتظاظ استعمال مسجد الأشهد القريب منها.
وفي شهر أكتوبر من سنة 1940 أنشئت في مدرسة سيدي زيان أقسام للسنة الأولى من التعليم الثانوي، الأمر الذي مهّد لبناء ثانوية عبد المومن، وفي سنة 1952 أصبحت مدرسة تطبيقية، وكذا مدرسة للمعلمين، أضف إلى هذا أنها كانت في فترة من فترات الاستعمار مركزا للطبخ في نطاق المطعم المدرسي، حيث كانت توزع منها وجبات لجميع تلاميذ المدارس المتواجدة في مدينة وجدة آنذاك. وهكذا ظلت صرحا مهمها، حيث درس فيها رجال أصبحت لهم مكانة مرموقة في ميدان الثقافة والعلم وفي جهاز الدولة.
يعود اسمها «مدرسة سيدي زيان» إلى زيان بن زين العابدين الذي ينتسب إلى نسب شريف: ابن يعقوب بن داوود بن حمزة ابن علي بن عمرو أو عمران بن إدريس بن عبد الله بن الكامل بن الحسن الثنى بن الحسن السبط بن علي بن أبي طالب.

### حاليا
حاليا أصبحت مدرسة سيدي زيان تضم 240 تلميذا يسهر على تدريسهم وتأطيرهم 14 مدرس وبها 12 حجرة دراسية، ومساحتها الإجمالية 3165 متر مربع ومساحتها المبنية هي 1500 متر مربع.
وفي سنة 2007م تم تخليد الذكرى المئوية لتأسيس مدرسة سيدي زيان.